# Kościół św. Barbary w Łęknicy
Kościół pw. Świętej Barbary w Łęknicy – rzymskokatolicki kościół parafialny należący do parafii pod tym samym wezwaniem (dekanat Łęknica diecezji zielonogórsko-gorzowskiej).
Jest to świątynia wzniesiona w latach 1985–1988.

## Wyposażenie
Projektantem świątyni był architekt inżynier Sławomir Grzelczak. W kościele znajduje się stary ołtarz, przeniesiony tu z dawnej kaplicy, która przez wiele lat mieściła się w zabytkowym dworku – obecnej plebanii. 
Ołtarz ma formę szafiastą i reprezentuje styl gotycki. Typ ołtarza to wieloskrzydłowy tryptyk, który składa się ze środkowej szafy stałej oraz dwóch bocznych skrzydeł. Skrzydła są zamykane i pokryte malowidłami z lewej i prawej strony – zewnętrznej i wewnętrznej. Po wewnętrznej znajdują się wizerunki świętych, proroków, męczenników oraz rycerzy, m.in. św. Jerzego u św. Sebastiana. Z kolei na zewnętrznych stronach są umieszczone postacie biblijne. Pośrodku umieszczona jest scena Zwiastowania Najświętszej Maryi Panny. Tryptyk został wykonany na początku XVI wieku. Pierwotnie ołtarz znajdował się w świątyni w Żarkach Wielkich. Po zakończeniu II wojny światowej został przeniesiony do Łęknicy.